# Robertsonia diademata
Robertsonia diademata är en kräftdjursart som beskrevs av Albert Monard 1928. Robertsonia diademata ingår i släktet Robertsonia och familjen Diosaccidae. Inga underarter finns listade i Catalogue of Life.